# Muchajjam Szufat
Muchajjam Szufat (arab. ‏مخيم شعفاط‎)  – obóz uchodźców palestyńskich położony we Wschodniej Jerozolimie.
Został założony w 1965 roku przez UNRWA na prośbę zarządzającego tymi terenami rządu jordańskiego w celu przeniesienia ludności z pokrążającego w chaosie obozu Muaskar.
Po wojnie sześciodniowej w 1967 roku Wschodnia Jerozolima, w tym ów obóz dla uchodźców, została zajęta, a później zaanektowana przez Izrael, przez co jest jedynym obozem prowadzonym przez UNRWA na terenie Izraela.
W 2023 roku znajdowało się w nim 16 500 osób.